# 1903 dans les parcs de loisirs
| Années des parcs de loisirs : 1900 - 1901 - 1902 - 1903 - 1904 - 1905 - 1906    |
| Décennies des parcs de loisirs : 1870 - 1880 - 1890 - 1900 - 1910 - 1920 - 1930 |

## Les parcs d'attractions

### Ouverture
- Camden Park (en) ( États-Unis)
- Electric Park à Newark ( États-Unis)
- Luna Park à Coney Island ( États-Unis)

## Les attractions

### Montagnes russes
| Nom            | Type/Modèle | Constructeur        | Parc        | Pays       |
| -------------- | ----------- | ------------------- | ----------- | ---------- |
| Scenic Railway | Bois        | Frederick Ingersoll | Dorney Park | États-Unis |